# AE Venâncio Aires
Die Associação Esportiva de Venâncio Aires, auch Assoeva Futsal genannt, war ein Futsalklub aus Venâncio Aires im brasilianischen Bundesstaat Rio Grande do Sul.

## Geschichte
Assoeva wurde am 2. August 1982 vom damaligen Minister für Bildung, Kultur und Sport der Stadt Venâncio Aires, Almedo Dettenborn, gegründet. Ursprünglich bestand der Zweck des Klubs darin, Amateurfußballturniere im Fußball und Futsal in der Stadt zu organisieren. In den ersten Jahrzehnten konzentrierte sich der Verband auf die Förderung von Meisterschaften auf kommunaler Ebene und der Festigung der lokalen Relevanz. Im Jahr 2001 begann Assoeva unter der Leitung von Vianei Hammes, in den professionellen Futsal zu investieren und eine eigene Mannschaft aufzubauen, um in der folgenden Saison an der dritten Liga der Campeonato Gaúcho de Futsal, der Meisterschaft des Bundesstaates, teilzunehmen. 2006 gelang dem Klub der Aufstieg in die zweite Liga. Durch Sponsoren trat Assoeva zu der Zeit als Assoeva/ALM/UNISC/Venax bei Wettkämpfen an.
2009 erfolgte der Aufstieg in die oberste Spielklasse der Campeonato Gaúcho. Bei seinem Debüt erreichte der Klub das Finale, in dem man sich Carlos Barbosa geschlagen geben musste. 2010 gab Assoeva dann seinen Einstand auf nationaler Ebene. Der Klub kaufte sich als Franchise einen Startplatz in der Liga Nacional de Futsal (LNF). In der Liga Nacional de Futsal 2010 belegte man nach der ersten Runde den 14. Platz und erreichte dadurch nicht ein Weiterkommen (sieben Siege, sechs Unentschieden, sieben Niederlagen, 59:55 Tore).
Am 14. Dezember 2017 gewann Assoeva die Liga Gaúcha de Futsal. Diese war in dem Jahr neu geschaffen worden und ersetzte die Campeonato Gaúcho de Futsal. Im Finale hatte der Klub sich gegen CER Atlântico im Sechsmeterschießen, nach 3:1 im Hinspiel und 4:6 im Rückspiel, mit 5:4 durchsetzen können. In der Liga Nacional de Futsal 2017 hatte man bereits zwei Wochen zuvor die Finalspiele erreicht. Beide Partien gegen den JEC Krona Futsal endeten in einem Unentschieden, 1:1-zuhause und 0:0-auswärts, so dass die Entscheidung in der Verlängerung des Rückspiels fallen musste. Dieses konnte JEC für sich entscheiden.
Zwei Jahre später stellte sich der nächste Erfolg für Assoeva ein. Der Klub hatte die Liga Gaúcha verlassen und war in die in dem Jahr wiederbelebte Campeonato Gaúcho zurückkehrt. Im Oktober traf man in den Finalspielen auf den SER Alvorada. Beide Spiele konnte der Assoeva gewinnen (7:1, 5:1).
Nach schweren finanziellen Schwierigkeiten in der Saison 2024 kündigte Assoeva an, sich bis 2027 aus der LNF zurückzuziehen. Gemäß einem Bericht der LNF, handelte es sich nicht um einen freiwilligen Rückzug des Klubs, sondern um einen Ausschluss. Nachdem die Insolvenz des Klubs feststand, beschloss der Vorstand in der Nacht vom 30. Auf den 31. März 2025 die Auflösung von Assoeva.

## Erfolge
- Supercopa Gaúcha de Futsal: 2016
- Liga Gaúcha de Futsal: 2017
- Liga Nacional de Futsal – Vizemeister: 2017
- Campeonato Gaúcho de Futsal: 2019
- Copa RS de Futsal: 2019